# Nederrijns-Westfaalse Kreits

De Nederrijns-Westfaalse Kreits binnen het Heilige Roomse Rijk rond 1555.

De Westfaalse en Bourgondische Kreits in 1560.

De Nederrijnse en Westfaalse Kreits, of kortweg de Westfaalse Kreits, was een van de tien kreitsen binnen het Heilige Roomse Rijk.
In het begin hoorden ook het sticht Utrecht, de abdij van Echternach en het hertogdom Gelre bij deze kreits, tot deze in 1548 overgeheveld werden naar de Bourgondische Kreits.
Het bestuur van de kreits werd aanvankelijk gevoerd door de hertog van Gulik, later werd het gedeeld door de bisschop van Münster, de hertog van Kleef en de hertog van Gulik. Het archief van de kreits bevond zich in Düsseldorf.

## Samenstelling in banken (1532)

### Bank van de geestelijke vorsten
1. Het sticht (prinsbisdom) Kamerijk (tot 1678: geannexeerd door Frankrijk)
2. Het sticht (prinsbisdom) Luik
3. Het sticht (prinsbisdom) Minden (vorstendom Minden vanaf 1648)
4. Het sticht (prinsbisdom) Münster
5. Het sticht (prinsbisdom) Osnabrück
6. Het sticht (prinsbisdom) Paderborn
7. Het sticht (prinsbisdom) Utrecht (heerlijkheid Utrecht vanaf 1528; tot 1548: Transactie van Augsburg)
8. Het sticht (prinsbisdom) Verden (hertogdom Verden vanaf 1648)

### Bank van de wereldlijke vorsten
1. Het hertogdom Kleef met het graafschap Mark en het graafschap Ravensberg
2. Het hertogdom Gulik en het hertogdom Berg

### Bank van de prelaten
1. De vorstelijke abdij van Corvey
2. De vorstelijke abdijen Stavelot en Malmedy
3. De abdij van Werden
4. De abdij van Kornelimünster
5. Het vrouwensticht Essen
6. Het vrouwensticht Thorn
7. Het vrouwensticht Herford

### Bank van de graven en heren
1. Landen van de vorst van Nassau-Dietz (is Oranje-Nassau)
2. Het vorstendom Oost-Friesland
3. Het vorstendom Meurs (Moers)
4. Het graafschap Wied
5. Het graafschap Sayn
6. Het graafschap Schaumburg (verdeeld onder Hessen-Kassel en Lippe)
7. De graafschappen Oldenburg en Delmenhorst
8. Het graafschap Lippe
9. Het graafschap Bentheim
10. Het graafschap Steinfurt
11. Het graafschap Tecklenburg en het graafschap Lingen
12. Het graafschap Hoya
13. Het graafschap Virneburg
14. Het graafschap Diepholz
15. Het graafschap Spiegelberg
16. Het graafschap Rietberg
17. Het graafschap Pyrmont
18. Het graafschap Gronsveld
19. Het graafschap Reckheim
20. De heerlijkheid Anholt in bezit van de graven van Salm
21. De heerlijkheden Winneburg en Beilstein
22. Het graafschap Holzappel
23. De heerlijkheid Wittem
24. De graafschappen Blankenheim en Gerolstein
25. De heerlijkheid Gemen
26. De heerlijkheid Gimborn en Neustadt
27. De heerlijkheid Wickrath
28. De heerlijkheid Myllendonk
29. De heerlijkheid Reichenstein
30. Het graafschap Kerpen en Lommersum
31. Het graafschap Schleiden
32. Het graafschap Hallermund

### Bank van de steden
1. De rijksstad Keulen
2. De rijksstad Aken (Rijk van Aken)
3. De rijksstad Dortmund

## Verloren gegaan
Verloren gegaan waren onder andere de volgende gebieden:
- Neder- en Oversticht, hertogdom Gelre en de heerlijkheid Groningen, in 1548 overgeheveld naar de Bourgondische Kreits
- De heerlijkheid Borculo, in 1615 aan het hertogdom Gelre
- Kamerijk, in 1677 aan Frankrijk
- Horn, vanaf 1614, in 1795 aan het departement Nedermaas
- Bronkhorst, in 1719 aan de Republiek der Zeven Verenigde Nederlanden
- De rijkssteden Wezel, Düren, Soest, Duisburg, Herford, Brakel, Warburg, Lemgo en Verden

Al de Duitse gebieden van deze kreits liggen nu in de bondsstaten Noordrijn-Westfalen en Nedersaksen.